# 満月の夜 君んちへ行ったよ
「満月の夜 君んちへ行ったよ」（まんげつのよる きみんちへいったよ）は、1983年11月21日に発売された太田裕美のシングル。アルバム『I do, You do あなたらしく、わたしらしく』からシングルカットされた。

## 解説
プロデューサーが太田をデビュー以来育ててきた白川隆三から、のちに夫となる福岡智彦へ交代した直後の作品で、曲調は「木綿のハンカチーフ」に代表されるフォークソング風とは打って変わり、1980年代に流行したテクノ歌謡風のサウンドとなっている。ニュー・ウェイヴ系のアーティストを多数メジャーシーンに送り出した福岡のカラーが色濃く出ており、太田としては異色の作品として当時のリスナーには驚かれた。ジャケットもシングル・アルバムともに、1980年代の流行を反映したポップなデザインと衣装を採用している。
作詞の「山本みき子」は詩人・作家の銀色夏生で、のちに作詞家としても活躍する銀色夏生の駆け出し時代の作品である。銀色夏生はその後も「山元みき子」名義で、太田の楽曲「青い実の瞳」「雨の音が聞こえる」の作詞を手掛けている。

## 収録曲
- 両楽曲とも、作詞：山本みき子／作曲：太田裕美／編曲：大村雅朗

A面
1. 満月の夜 君んちへ行ったよ（3分22秒）

B面
1. お墓通りあたり（3分14秒）

## 収録アルバム
- I do, You do あなたらしく、わたしらしく
- GOLDEN J-POP/THE BEST 太田裕美
- GOLDEN☆BEST 太田裕美 コンプリート・シングル・コレクション
- 太田裕美 Singles 1978-2001
- 太田裕美 All Songs Collection「オール・ソングス・コレクションⅡ」に「満月の夜 君んちへ行ったよ（remix）」が収録されている[1]。

## カバー
- 高見知佳 - シングル『怒濤の恋愛』収録。